# Jedinica upravljanja memorijom
Jedinica upravljanja memorijom (JUM)(eng. memory management unit, kratica MMU), ponekad i jedinica upravljanja straničnom memorijom (JUSM) (eng. paged memory management unit, kratica PMMU), dio je računalnog sklopovlja odgovornog za upravljanje pristupom računalnom memorijom koju je zahtijevala središnja jedinica. U njene funkcije spada prevoditi prividne adrese u stvarne adrese (t.j. upravljanje prividnom memorijom), zaštita memorije, kontroliranje priručne memorije, arbitriranje sabirnice te kod jednostavnih računalnih arhitektura (posebice kod 8-bitnih sustava) prespajanje blokova (eng. bank switching).

## Srodne stranice
- datoteka s izvatkom (dump file)
- stranična datoteka (page file, swap file)
- virtualna adresa
- glavna memorija
- fizička adresa
- stranični okvir (page frame)[1]
- pogreška u stranici[1]
- proširena memorija
- upravljanje iznimkama (exception handling)
- stranica (računalna memorija)[1]
- iznimka (računalstvo) (trap, exception, fault)
- adresni prostor
- pomoćna memorija
- zamjena (upravljanje memorijom) (swapping)[1]
- debug (naredba)
- debugiranje
- upravljanje memorijom
- segmentiranje memorije
- virtualna memorija